# Ђорђе Топаловић
Ђорђе Топаловић (рођен 11. јануара 1977. у Београд) је бивши српски фудбалски голман, задњи клуб за који је наступао био је ОФК Београд. У клубу је био од 2009. године. Висок је 192 cm. Играо је на позицији голмана, а носио је број 27. Његов највећи успех је играње у Лиги Европе.
Каријеру је започео у Земуну, одакле јула 2004 прелази у ирански Естегал из кога се 1. јануара 2007 враћа у београдски ОФК Београд, из ког следећег јануара одлази у Казахтански Восток, одакле се после годину и по дана враћа у ОФК Београд у коме и завршава своју професионалну каријуру.